# Barry Hulshoff

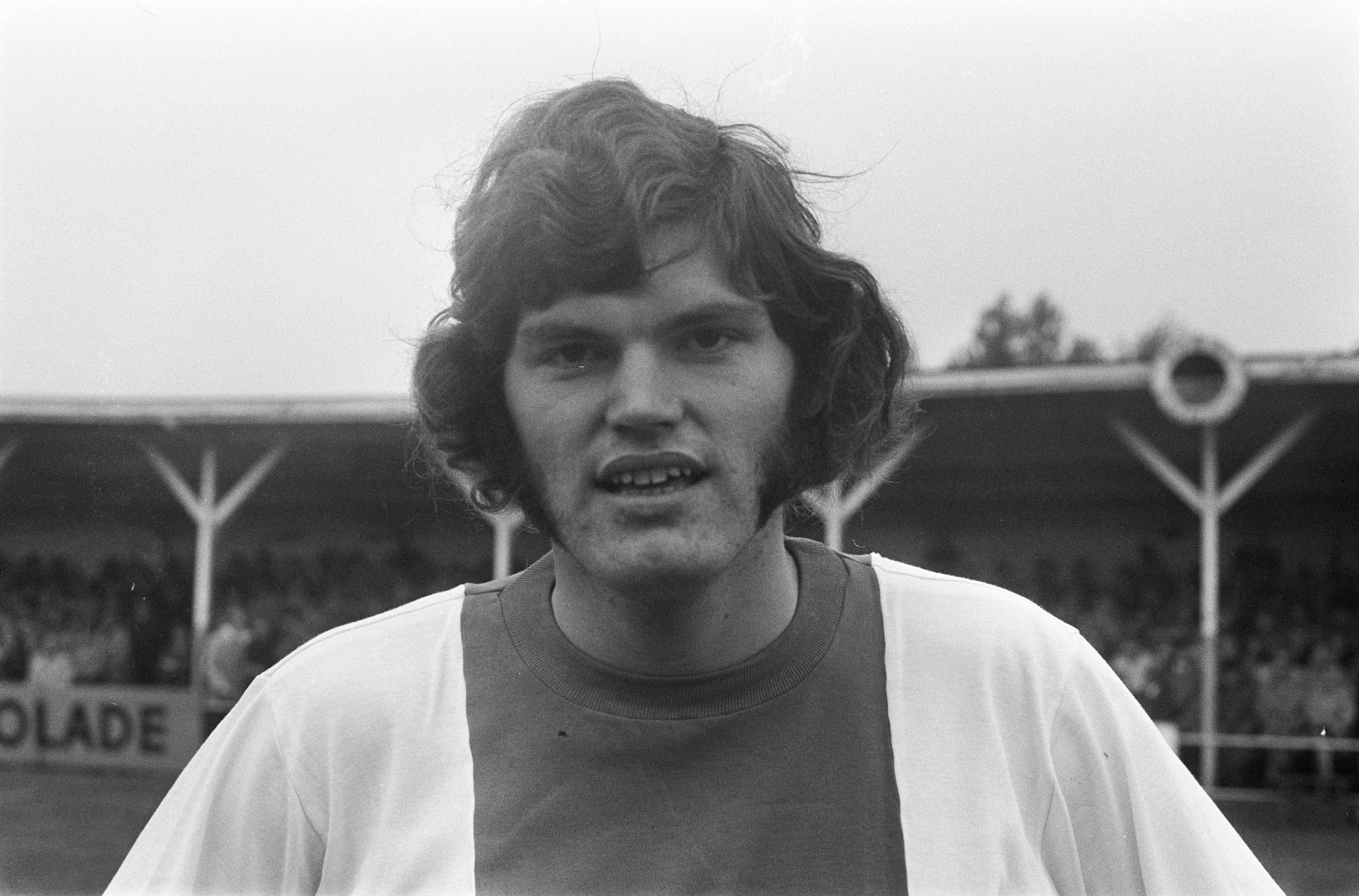
Barry Hulshoff i oktober 1970.

Bernardus Adriaan "Barry" Hulshoff, född 30 september 1946 i Deventer i Overijssel, död 16 februari 2020, var en nederländsk fotbollsspelare som spelade för AFC Ajax. Han var med i det Ajax-lag som vann Europacupen för mästarlag 1971, 1972 och 1973. Han spelade 14 landskamper för Nederländerna.

### Fotnoter
1. ↑  transfermarkt.com, transfermarkt.com spelar-ID: 145555, läst: 9 oktober 2017.[källa från Wikidata]
2. ↑  Oud-Ajacied Barry Hulshoff (73) overleden (på nederländska), 17 februari 2020, läs online, läst: 17 februari 2020.[källa från Wikidata]
3. ↑  transfermarkt.com, transfermarkt.com tränar-ID: 14055, läst: 4 april 2022.[källa från Wikidata]
4. ↑  Patrik Brenning (17 februari 2020). ”Harry Gregg död” (på svenska). Sportbladet. https://www.aftonbladet.se/sportbladet/fotboll/a/EW9RGo/hjalten-i-munchen-dod. Läst 17 februari 2020.